# Heriades chariensis
Heriades chariensis là một loài Hymenoptera trong họ Megachilidae. Loài này được Benoist mô tả khoa học năm 1931.